# Ichthyscopus malacopterus
Ichthyscopus malacopterus är en fiskart som först beskrevs av Anonymous [bennett och 1830.  Ichthyscopus malacopterus ingår i släktet Ichthyscopus och familjen Uranoscopidae. Inga underarter finns listade i Catalogue of Life.